# الانتصار

برگی از یک نسخه نفیس قدیمی کتاب الانتصار، مربوط به سال ۱۰۹۵ قمری (قرن ۱۱)

الانتصار فی انفرادات الامامیه معروف به الانتصار از قدیمی‌ترین و معروف‌ترین منابع فقهی استدلالی شیعه است که توسط سید مرتضی علم‌الهدی (متوفی ۴۳۶ ق) برای  دفاع و رفع اتهام از مذهب تشیع به زبان عربی تألیف شد.

## فهرست
این کتاب فقهی مشتمل بر بیش از ۳۳۶ مسئله فقهی است که غالباً برای  استدلال به صحت آن احکام به آیات قرآن و اجماع استناد شده است. فهرست مباحث این کتاب عبارتند از:
- طهارة
- صلاة
- صیام
- زکاة
- حج
- نکاح
- طلاق
- ظهار
- ایلاء
- لعان
- عدهٔ زنان
- ایمان
- نذور و کفارات
- عتق
- تدبیر
- مکاتبه
- صید و ذبائح
- اشربه و لباس
- بیوع و ربا و صرف
- شفعه
- قضاء
- شهادات
- حدود و قصاص
- دیات
- فرائض
- مواریث
- وصایا

## مقدمه
سیدِ مرتضی در بخشی از مقدمه این کتاب چنین می‌آورد:
علی أنه لا أحد من فقهاء الأمصار إلا و هو ذاهب إلی مذاهب تفرد بها، و مخالفوه کلهم علی خلافها، فکیف جازت الشناعة علی الشیعة بالمذاهب آلتی تفردوا بها، و لم یشنع علی کل فقیه کأبی حنیفة و الشافعی و مالک و من تأخر عن زمانهم بالمذاهب آلتی تفرد بها؟ و کل الفقهاء علی خلافه فیها، و ما الفرق بین ما انفردت به الشیعة من المذاهب آلتی لا موافق لهم فیها، و بین ما انفرد به أبو حنیفة أو الشافعی من المذاهب آلتی لا موافق له فیها؟
با این حال، هیچ‌یک از فقیهان شهرها نیستند مگر اینکه آراء و نظریاتی داشته باشند که مختص به خودشان باشد و عالمان دیگر مخالف آن نظر باشند. پس چگونه عیب گرفتن بر شیعه بخاطر آراء و نظریات خاصشان جایز است اما بر هر فقیه دیگری مثل ابوحنیفه، شافعی، مالک و کسانی که از حیث زمان متاخر از اینان هستند، جایز نیست؟ در حالی که همه فقیهان مخالف آن آراء و نظریات هستند. چه فرقی بین نظریات خاص شیعه با نظریات خاص ابوحنیفه یا نظریات خاص مالک وجود دارد؟

## جایگاه کتاب
اهمیت و جایگاه این کتاب به قدری است که اکنون و پس از گذشت هزار سال از تألیف آن، بارها به زبان‌های مختلف مورد تحقیق و بررسی قرار گرفته است.

## بخشی از قوانین ارث
سید مرتضی در انتصار می‌گوید: «یکی از آراء اختصاصی امامیه در این زمان - اگر چه در گذشته برخی از فقیهان مذاهب دیگر نیز با این رأی موافق بودند - این است که مسلمان از کافر ارث می‌برد ولی کافر از مسلمان ارث نمی‌برد.» سید مرتضی در ناصریات نیز می‌گوید: «ما از مشرکان ارث می‌بریم و موجب حجب ورثه آنان می‌شویم. رأی درست همین است و فقیهان ما بر این رأی هستند. از معاویة بن ابوسفیان و معاذ بن جبل و محمد حنفیه و مسروق بن اجدع و عبدالله بن معقل مزنی و سعید بن مسیب نیز همین قول نقل شده است. فقیهان دیگر با این رأی مخالفند و می‌گویند: «مسلمان از کافر و کافر از مسلمان ارث نمی‌برد.» دلیل ما بر این که مسلمان از کافر ارث می‌برد ولی کافر از مسلمان ارث نمی‌برد، اجماع متردد است.»